# Griekenland op het Europees kampioenschap voetbal 2012
Griekenland was een van de deelnemende landen aan het Europees kampioenschap voetbal 2012 in Polen en Oekraïne. Het was de vierde deelname voor het land. Griekenland kwalificeerde zich voor het het vorige EK in Zwitserland en Oostenrijk (in 2008). Het eindigde daar op de laatste plaats in groep D. De bondscoach is Fernando Santos. Op 6 juni 2012 stond Griekenland op de 15e plaats op de FIFA-wereldranglijst, achter Frankrijk.

## Kwalificatie
Griekenland was een van de 51 leden van de UEFA die zich inschreef voor de kwalificatie voor het EK 2012. Twee van die leden, Polen en Oekraïne, waren als organiserende landen al geplaatst. Griekenland werd als land uit pot 2 ingedeeld in groep F, samen met Kroatië (groepshoofd), Israel (uit pot 3), Letland (uit pot 4), Georgië (uit pot 5) en Malta (uit pot 6). De nummers 1 en 2 uit elke poule kwalificeerde zich direct voor het Europees kampioenschap.
Griekenland speelde tien kwalificatiewedstrijden, tegen elke tegenstander twee. In deze reeks scoorde het elftal 14 doelpunten en kreeg 5 tegendoelpunten. Het eindigde als eerste en verloor geen enkele wedstrijd.
| 3 september 2010 | Griekenland | 1 - 1 | Georgië     |
| 7 september 2010 | Kroatië     | 0 - 0 | Griekenland |
| 8 oktober 2010   | Griekenland | 1 - 0 | Letland     |
| 12 oktober 2010  | Griekenland | 2 - 1 | Israël      |
| 26 maart 2011    | Malta       | 0 - 1 | Griekenland |
| 4 juni 2011      | Griekenland | 3 - 1 | Malta       |
| 2 september 2011 | Israël      | 0 - 1 | Griekenland |
| 6 september 2011 | Letland     | 1 - 1 | Griekenland |
| 7 oktober 2011   | Griekenland | 2 - 0 | Kroatië     |
| 11 oktober 2011  | Georgië     | 1 - 2 | Griekenland |

| Land        | Wed | Win | Gel | Ver | DV | DT | +/- | Pnt |
| ----------- | --- | --- | --- | --- | -- | -- | --- | --- |
| Griekenland | 10  | 7   | 3   | 0   | 14 | 5  | +9  | 24  |
| Kroatië     | 10  | 7   | 1   | 2   | 18 | 7  | +11 | 22  |
| Israël      | 10  | 5   | 1   | 4   | 13 | 11 | +2  | 16  |
| Letland     | 10  | 3   | 2   | 5   | 9  | 12 | -3  | 11  |
| Georgië     | 10  | 2   | 4   | 4   | 7  | 9  | -2  | 10  |
| Malta       | 10  | 0   | 1   | 9   | 4  | 21 | -17 | 1   |

## Wedstrijden op het Europees kampioenschap
Griekenland werd bij de loting op 2 december 2011 ingedeeld in Groep A. Aan deze groep werden tevens Polen, Rusland en Tsjechië toegevoegd.
| Land        | Wed | Win | Gel | Ver | DV | DT | +/- | Pnt |
| ----------- | --- | --- | --- | --- | -- | -- | --- | --- |
| Tsjechië    | 3   | 2   | 0   | 1   | 4  | 5  | -1  | 6   |
| Griekenland | 3   | 1   | 1   | 1   | 3  | 3  | 0   | 4   |
| Rusland     | 3   | 1   | 1   | 1   | 5  | 3  | +2  | 4   |
| Polen       | 3   | 0   | 2   | 1   | 2  | 3  | -1  | 2   |

|                        |                 |       |                |                                                            |
| 8 juni 2012 18:00 MEZT | Polen           | 1 – 1 | Griekenland    | Nationaal Stadion, Warschau Scheidsrechter: Carlos Velasco |
| 8 juni 2012 18:00 MEZT | Lewandowski 17' |       | 51' Salpigidis | Nationaal Stadion, Warschau Scheidsrechter: Carlos Velasco |

|                         |             |       |                     |                                                          |
| 12 juni 2012 18.00 MEZT | Griekenland | 1 - 2 | Tsjechië            | Stadion Miejski, Wrocław Scheidsrechter: Stéphane Lannoy |
| 12 juni 2012 18.00 MEZT | Gekas 53'   |       | 3' Jiráček 6' Pilař | Stadion Miejski, Wrocław Scheidsrechter: Stéphane Lannoy |

|                         |                  |       |         |                                                            |
| 16 juni 2012 20.45 MEZT | Griekenland      | 1 – 0 | Rusland | Nationaal Stadion, Warschau Scheidsrechter: Jonas Eriksson |
| 16 juni 2012 20.45 MEZT | Karagounis 45+2' |       |         | Nationaal Stadion, Warschau Scheidsrechter: Jonas Eriksson |

### Kwartfinale
|                         |                                         |       |                                   |                                                        |
| 22 juni 2012 20.45 MEZT | Duitsland                               | 4 - 2 | Griekenland                       | PGE Arena Gdańsk, Gdańsk Scheidsrechter: Damir Skomina |
| 22 juni 2012 20.45 MEZT | Lahm 39' Khedira 61' Klose 68' Reus 74' |       | 55' Samaras 89' (pen.) Salpigidis | PGE Arena Gdańsk, Gdańsk Scheidsrechter: Damir Skomina |

## Selectie
Bondscoach Santos maakte zijn voorlopige selectie van 25 man bekend op 10 mei en 17 mei 2012. Op 28 mei maakte Santos zijn definitieve selectie bekend.
| No. | Naam                      | Club                 | Positie      | W |   |   | D | A |   |   |   |
| --- | ------------------------- | -------------------- | ------------ | - | - | - | - | - | - | - | - |
| 1   | Konstantinos Chalkias     | PAOK Saloniki        | Doelman      | 2 | 0 | 1 | 0 | 0 | 0 | 0 | 0 |
| 12  | Alexandros Tzorvas        | US Palermo           | Doelman      | 0 | 0 | 0 | 0 | 0 | 0 | 0 | 0 |
| 13  | Michalis Sifakis          | Aris FC              | Doelman      | 3 | 1 | 0 | 0 | 0 | 0 | 0 | 0 |
| 2   | Ioannis Maniatis          | Olympiakos Piraeus   | Middenvelder | 4 | 0 | 0 | 0 | 0 | 0 | 0 | 0 |
| 3   | Giorgos Tzavelas          | AS Monaco            | Verdediger   | 2 | 0 | 1 | 0 | 0 | 0 | 0 | 0 |
| 4   | Stelios Malezas           | PAOK Saloniki        | Verdediger   | 0 | 0 | 0 | 0 | 0 | 0 | 0 | 0 |
| 5   | Kyriakos Papadopoulos     | FC Schalke 04        | Verdediger   | 4 | 1 | 0 | 0 | 0 | 1 | 0 | 0 |
| 6   | Grigoris Makos            | AEK Athene           | Middenvelder | 2 | 1 | 1 | 0 | 0 | 0 | 0 | 0 |
| 7   | Georgios Samaras          | Celtic FC            | Aanvaller    | 4 | 0 | 0 | 1 | 0 | 1 | 0 | 0 |
| 8   | Avraam Papadopoulos       | Olympiakos Piraeus   | Verdediger   | 1 | 0 | 1 | 0 | 0 | 0 | 0 | 0 |
| 9   | Nikos Lyberopoulos        | AEK Athene           | Aanvaller    | 1 | 1 | 0 | 0 | 0 | 0 | 0 | 0 |
| 10  | Giorgos Karagounis        | Panathinaikos FC     | Middenvelder | 3 | 0 | 1 | 1 | 0 | 2 | 0 | 0 |
| 11  | Konstantinos Mitroglou    | Atromitos            | Aanvaller    | 1 | 1 | 0 | 0 | 0 | 0 | 0 | 0 |
| 14  | Dimitrios Salpigidis      | PAOK Saloniki        | Aanvaller    | 4 | 1 | 1 | 2 | 1 | 1 | 0 | 0 |
| 15  | Vasilis Torosidis         | Olympiakos Piraeus   | Verdediger   | 4 | 0 | 0 | 0 | 0 | 1 | 0 | 0 |
| 16  | Georgios Fotakis          | PAOK Saloniki        | Middenvelder | 2 | 1 | 1 | 0 | 0 | 0 | 0 | 0 |
| 17  | Theofanis Gekas           | Samsunspor           | Aanvaller    | 4 | 2 | 2 | 1 | 0 | 0 | 0 | 0 |
| 18  | Sotiris Ninis             | Panathinaikos FC     | Middenvelder | 3 | 1 | 2 | 0 | 0 | 0 | 0 | 0 |
| 19  | Sokratis Papastathopoulos | Werder Bremen        | Verdediger   | 3 | 0 | 0 | 0 | 0 | 1 | 1 | 0 |
| 20  | José Holebas              | Olympiakos Piraeus   | Verdediger   | 3 | 1 | 0 | 0 | 0 | 2 | 0 | 0 |
| 21  | Kostas Katsouranis        | Panathinaikos FC     | Middenvelder | 4 | 0 | 0 | 0 | 0 | 0 | 0 | 0 |
| 22  | Kostas Fortounis          | 1. FC Kaiserslautern | Middenvelder | 2 | 1 | 1 | 0 | 0 | 0 | 0 | 0 |
| 23  | Ioannis Fetfatzidis       | Olympiakos Piraeus   | Middenvelder | 0 | 0 | 0 | 0 | 0 | 0 | 0 | 0 |

| W | Wedstrijden        |
|   | Invalbeurten       |
|   | Gewisseld          |
| D | Doelpunten         |
| A | Assists/Voorzetten |
|   | Gele kaarten       |
|   | 2 x geel = rood    |
|   | Rode kaarten       |

Groep A:  Polen ·  Griekenland ·  Rusland ·  Tsjechië
Groep B:  Nederland ·  Duitsland ·  Portugal ·  Denemarken
Groep C:  Spanje ·  Italië ·  Kroatië ·  Ierland
Groep D:  Oekraïne ·  Zweden ·  Frankrijk ·  Engeland
EPO · A-internationals · Bondscoaches · Selecties · Grieks vrouwenelftal · Olympisch elftal · Griekenland U21 · Griekenland U20 · Griekenland U19 · Griekenland U18 · Griekenland U17 · Griekenland U16
1920 – 1929 ·
1930 – 1939 ·
1940 – 1949 ·
1950 – 1959 ·
1960 – 1969 ·
1970 – 1979 ·
1980 – 1989 ·
1990 – 1999 ·
2000 – 2009 ·
2010 – 2019 ·
2020 − 2029
EK 1980 · 
EK 2004 · 
EK 2008 · 
EK 2012
WK 1994 · 
WK 2010 · 
WK 2014
OS 1920 · 
OS 1952 · 
OS 2004
1920 · 
1921–1928 · 
1929 · 
1930 · 
1931 · 
1932 · 
1933 · 
1934 · 
1935 · 
1936 · 
1937 · 
1938 · 
1939–1947 · 
1948 · 
1949 · 
1950 · 
1952 · 
1952 · 
1953 · 
1954 · 
1955 · 
1956 · 
1957 · 
1958 · 
1959 · 
1960 · 
1961 · 
1962 · 
1963 · 
1964 · 
1965 · 
1966 · 
1967 · 
1968 · 
1969 · 
1970 · 
1971 · 
1972 · 
1973 · 
1974 · 
1975 · 
1976 · 
1977 · 
1978 · 
1979 · 
1980 · 
1981 · 
1982 · 
1983 · 
1984 · 
1985 · 
1986 · 
1987 · 
1988 · 
1989 · 
1990 · 
1991 ·
1992 · 
1993 · 
1994 · 
1995 · 
1996 · 
1997 · 
1998 · 
1999 · 
2000 · 
2001 · 
2002 · 
2003 · 
2004 · 
2005 · 
2006 · 
2007 · 
2008 · 
2009 · 
2010 · 
2011 · 
2012 · 
2013 · 
2014 · 
2015 · 
2016 · 
2017 · 
2018 ·
2019 ·
2020 ·
2021 ·
2022 ·
2023
Albanië ·
Argentinië ·
Armenië ·
Australië ·
België ·
Bolivia ·
Bosnië en Herzegovina ·
Brazilië ·
Bulgarije ·
Canada ·
Chili ·
Colombia ·
Costa Rica ·
Cyprus ·
Denemarken ·
DDR · 
Duitsland ·
Ecuador · 
Egypte ·
El Salvador ·
Engeland ·
Estland ·
Ethiopië ·
Faeröer ·
Finland ·
Frankrijk ·
Georgië ·
Ghana ·
Gibraltar ·
Honduras ·
Hongarije ·
Ierland ·
IJsland ·
Israël ·
Italië ·
Ivoorkust ·
Japan ·
Joegoslavië ·
Kameroen ·
Kazachstan ·
Kosovo ·
Kroatië ·
Letland ·
Libië ·
Liechtenstein ·
Litouwen ·
Luxemburg ·
Malta ·
Marokko ·
Mexico ·
Moldavië ·
Montenegro ·
Nederland ·
Nieuw-Zeeland ·
Nigeria ·
Noord-Ierland ·
Noord-Korea · 
Noorwegen ·
Oekraïne ·
Oostenrijk ·
Palestina ·
Paraguay · 
Polen ·
Portugal ·
Qatar ·
Roemenië ·
Rusland ·
San Marino ·
Saoedi-Arabië · 
Schotland ·
Senegal · 
Servië · 
Slovenië ·
Slowakije ·
Sovjet-Unie ·
Spanje ·
Syrië ·
Tsjechië ·
Tsjecho-Slowakije ·
Turkije ·
Verenigde Staten ·
Wales ·
Wit-Rusland · 
Zuid-Korea ·
Zweden ·
Zwitserland
Colombia (2014) · 
Costa Rica (2014) · 
Duitsland (2012) · 
Ivoorkust (2014) · 
Japan (2014) ·
Polen (2012) ·
Portugal (2004, 2) · 
Rusland (2008) ·
Rusland (2012) ·
Spanje (2008) ·
Tsjechië (2012) ·
Zuid-Korea (2010) ·
Zweden (2008)